# Trigonella suavissima
Trigonella suavissima är en ärtväxtart som beskrevs av John Lindley. Trigonella suavissima ingår i släktet trigonellor, och familjen ärtväxter. Inga underarter finns listade i Catalogue of Life.